# Sud Radio

Logo von Sud Radio

Sud Radio ist der Name eines französischsprachigen Privatradios mit dem Hauptsendegebiet Südwestfrankreich.
Auf Betreiben der französischen Regierung gegründet, sendete Sud Radio von 1958 bis 1981 mit einer Lizenz des andorranischen Staates ein werbefinanziertes Unterhaltungsprogramm über die Mittelwellenfrequenz 818 bzw. 819 kHz aus dem Fürstentum Andorra, wo auch der Hauptsitz des Unternehmens mit Studios und Büros in Andorra-la-Vella war. Nach Auslaufen der andorranischen Lizenz zog das Unternehmen nach Toulouse um, wo zuvor bereits ein Regionalstudio bestanden hatte, und setzte nach einer einjährigen Pause den Sendebetrieb von dort aus nach französischem Recht (Aufhebung des staatlichen Rundfunkmonopols 1983) fort. Im Jahr 2016 beschloss die Direktion des Senders den Umzug nach Paris und die Aufgabe der regionalen Ausrichtung des Programms. 

## Geschichte

### 1951–1958: Gründung auf Druck der französischen Regierung
Am 29. Oktober 1951 wurde auf Betreiben der französischen Regierung die Gesellschaft ANDORRADIO S.A. zum Betrieb eines kommerziellen Radiosenders in Andorra gegründet. Der sozialistischen Regierung unter Staatspräsident Vincent Auriol, einem Fürsprecher des staatlichen Rundfunkmonopols, ging es darum, den außerhalb der Kontrolle des französischen Staates stehenden teils französischsprachigen Sender Radio Andorra auszuschalten oder wenigstens dessen französische Hörerschaft durch ein attraktives Konkurrenzangebot zu schmälern. Da Andorra seit dem Mittelalter von zwei Co-Fürsten, dem Grafen von Foix (und in dessen Rechtsnachfolge dem Präsidenten Frankreichs) sowie dem Bischof von Urgell, regiert wurde, war Auriol überzeugt, Radio Andorra die Sendelizenz entziehen und den Bau eines neuen Rundfunksenders namens Andorradio durchsetzen zu können.
Jedoch sprachen sich der Consell General de les Valls (Rat der Täler) ebenso wie der spanische Co-Fürst Andorras für den Fortbestand Radio Andorras aus und willigten in die Errichtung eines weiteren Senders nicht ein, woraufhin sich die Lage zu einem internationalen Konflikt zuspitzte: Im Juni 1953 schloss Frankreich für ein halbes Jahr die Grenze Andorras, im September sprach Auriol dem Rat der Täler die Zuständigkeit ab, und Spanien sah sich gezwungen, im Sinne des Bischofs von Urgell einzugreifen. Der Bau der Sendeanlagen von Andorradio begann schließlich ohne Klärung der Rechtsverhältnisse, und im Jahr 1954 strahlte Andorradio Testsendungen aus. Radio Andorra blieb unterdessen bestehen.
Nachdem der Bischof von Urgell einer Sendezeit von zwei Stunden täglich zugestimmt hatte, nahm Andorradio am 18. September 1958 die regelmäßige Ausstrahlung auf. Gesendet wurde ein täglich sechsstündiges Musikprogramm aus dem Studio in Andorra la Vella, die Sendeleistung betrug 120 kW.

### 1958–1981: Aufstieg zu einem führenden Radiosender der Region
Aufgrund der häufigen Verwechslung mit Radio Andorra änderte Andorradio seinen Namen in Radio des Vallées (Rundfunk der Täler). Anfang 1960 wurden täglich 13 Stunden Musikprogramm mit Ansagen in Französisch und Katalanisch ausgestrahlt.
Der Rat der andorranischen Täler erteilte am 29. März 1961 beiden Rundfunkstationen, Radio Andorra und Radio des Vallées, eine Sendelizenz auf 20 Jahre. Im Mai 1964 nahm Radio des Vallées eine neue Sendeanlage (300 kW) auf dem Pic Blanc (Höhe 2650 m) in Betrieb. Von Juli 1964 bis November 1965 wurden vorübergehend Programme von Radio Monte Carlo übernommen. Im Jahr 1966 nahm der Sender den Namen Sud Radio an und eröffnete Studios in Toulouse, in der Rue Alsace-Lorraine, aus denen fortan ein Teil der Regionalberichterstattung erfolgte. Später wurden diese Studios in die Rue Caraman in Toulouse verlegt. Hauptsächlich wurden die Sendungen von Sud Radio jedoch in Studios in der Avinguda Meritxell Nr. 7 in Andorra-la-Vella produziert.
Im Jahr 1968 überholte Sud Radio den Konkurrenten Radio Andorra im Wettstreit um die Hörergunst und wurde zum viertbeliebtesten werbefinanzierten Hörfunksender in Frankreich (nach Europe 1, RTL (Frankreich) und Radio Monte Carlo, aber noch vor Radio Andorra). Während die beiden ersten vor allem in den Landesteilen nördlich und nordöstlich des Zentralmassivs und der Alpen Fuß gefasst hatten, konkurrierte Sud Radio neben Radio Andorra vor allem mit Radio Monte Carlo, dessen Langwellensender über eine große Reichweite verfügte und im Süden, Südosten und Teilen des Südwestens Frankreichs zu empfangen war. Trotz der wachsenden Beliebtheit Sud Radios im Süden und Südwesten blieb es bis 1970 wirtschaftlich defizitär. 1972 ging auf dem Pic Blanc eine modernere Sendeanlage mit 900 kW Leistung in Betrieb. 
Im Unterschied zu Radio Andorra, das in den ersten Jahrzehnten seines Bestehens im Laufe des Tages auch zahlreiche Sendungen auf Spanisch ausstrahlte, war das Programm von Sud Radio von Anfang an fast ausschließlich in französischer Sprache; gesendet wurde von morgens bis Mitternacht, später bis 1.00 Uhr. Vor Sendeschluss gab es eine ungefähr viertelstündige literarische Sendung in katalanischer Sprache. Die Absage erfolgte ebenfalls auf Katalanisch („Sud Radio, radio de les valls, nos emissions s'estinguin, bona nit!“ – „Sud Radio, Radio der Täler, unsere Sendungen werden nun abgeschaltet, gute Nacht!“), und das Programm endete mit der andorranischen Nationalhymne, El Gran Carlemany. Nachts wurde die Mittelwellenfrequenz Sud Radios zeitweise von anderen Rundfunkstationen genutzt.

### 1981–1986: Rückzug aus Andorra, Neuanfang in Toulouse
Im März 1981 lehnte der Rat der Täler eine Verlängerung der Sendelizenz von Sud Radio und Radio Andorra ab. Das in Andorra arbeitende Personal von Sud Radio musste nach Toulouse verlegt und der Sendebetrieb zeitweilig eingestellt werden. Vor dem Hintergrund der französischen Präsidentschaftswahlen konnte nach Verhandlungen mit dem andorranischen Staat bis zum 24. November 1981 weiter aus Andorra gesendet werden. Danach schwieg der Sender mehr als ein Jahr.
Erst von Januar 1983 an, als der französische Staatspräsident François Mitterrand die Vergabe von Sendelizenzen an private Hörfunksender ermöglichte, war Sud Radio wieder zu empfangen; es sendete nun aus der Nähe von Toulouse auf den Mittelwellenfrequenzen 1161 kHz und 819 kHz. Von März 1983 bis 1986 konnten nochmals vorübergehend die Sendeanlagen auf dem Pic Blanc auf andorranischem Staatsgebiet benutzt werden. Seit August 1986 sendet Sud Radio in Südwestfrankreich auch auf UKW.

### Seit 1987: Privatisierung und digitale Sendetechnik, Umzug nach Paris
Im Laufe der Jahre wurde das tägliche Programm Sud Radios von einem Musik- und Unterhaltungsprogramm zu dem eines „radio généraliste“, das ähnlich RTL Frankreich, France Inter und Europe 1 neben zahlreichen unterhaltenden Elementen erhebliche Anteile Nachrichten, Reportagen und Berichte enthielt, mit einem inhaltlichen Schwerpunkt auf dem Südwesten Frankreichs. Beispielsweise spielte die Berichterstattung von den Spielen der in dieser Region besonders beliebten französischen Rugbyliga zeitweise eine herausragende Rolle im Abendprogramm.
Die Aktien von Sud Radio, im Besitz der staatlichen Sofirad, wurden 1987 Privataktionären verkauft: Laboratoires Pierre Fabre übernahm die Kontrolle, als Teilhaber traten die Regionalzeitungen La Dépêche du Midi, Midi Libre und Sud-Ouest, die Bank Crédit Agricole u. a. auf.
1992 erfolgte die Verlegung des Regionalstudios Biarritz nach Pau. Neben dem Hauptsitz in Toulouse wurde somit durch die fünf Regionalstudios Paris, Perpignan, Montpellier, Bordeaux und Pau eine flächendeckende Berichterstattung für Südwestfrankreich ermöglicht. 1996 wurde eine Satellitensendestation am Toulouser Hauptsitz eingerichtet, die die Direkteinspeisung der 36 UKW-Sender des Sendegebiets über den Satelliten Telecom 2C erlaubte.
Im Jahr 1997 erfolgte die Übernahme der Gesamtkontrolle von Sud Radio durch Wit FM in Bordeaux. Die Programme von Sud Radio wurden fortan auch über CanalSatellite übertragen.
Zwischen 1998 und 2002 wurde schrittweise auf digitale Rundfunkübertragung umgestellt.
Sud Radio war 2003 der offizielle französische Hörfunksender der Rugby-Weltmeisterschaft in Australien.
Im November 2005 wurde Sud Radio an Sudporters (Start-Gruppe Orléans, Radio Scoop Lyon, Alouette FM) verkauft. 2011 endete die Ausstrahlung über den Mittelwellensender in Gauré bei Toulouse auf der seit den 1970er Jahren von Sud Radio genutzten Frequenz 819 kHz (vorher 818 kHz).
2013 erwirbt der Dienstleistungskonzern Fiducial das Unternehmen. 2016 beschließt die Direktion des Senders den Umzug nach Paris und die Aufgabe der regionalen Ausrichtung des Programms, der seither dennoch hauptsächlich über UKW-Stationen im Süden Frankreichs gehört wird.
Seit 2011 wurde dem Sender vorgeworfen, rechtsextreme Positionen zu vertreten und Verschwörungstheorien zu verbreiten.
Laut der Monatszeitschrift CQFD sendet Sud Radio „wilde identitäre Diskurse“ und trivialisiert rechtsextremes Gedankengut; insbesondere der Moderator André Bercoff sei ein „Kollaborateur des faschistischen Internets“ und „destilliert im Radio die Lieblingsthesen der extremen Rechten“. Im Jahr 2017 verlor Christian Latouche, Eigentümer und Manager von Fiducial eine Verleumdungsklage gegen Pierre Haski, den Herausgeber von Rue89, nachdem dort berichtet worden war, dass seine „radikalen politischen Ideen mit denen der extremen Rechten liebäugeln“.
Auch wegen seiner Berichterstattung über die Covid-19-Pandemie wurde Sud Radio kritisiert. Es soll abseitige Theorien umstrittener Ärzte und Wissenschaftler verbreitet haben.
Laut dem französischen Wirtschaftsmagazin Capital gab der Sender „den ‚Beschwichtigern’, die die Epidemie und ihre Folgen herunterspielen wollen, viel Spielraum.“
Im April 2021 entfernte die Videoplattform YouTube wegen der Verbreitung falscher oder irreführender medizinischer Informationen Videos des Senders und drohte damit, den YouTube-Kanal von Sud Radio ganz zu löschen.
Im Jahr 2023 schickte ARCOM, die französische Regulierungsbehörde für audiovisuelle und digitale Kommunikation, eine förmliche Verwarnung an Sud Radio wegen rassistischer Äußerungen, die 2022 in einem Interview seines Moderators Bercoff mit dem Schriftsteller Renaud Camus gefallen sein sollen, ohne dass ihnen widersprochen worden sei.